# We Shall Overcome: The Seeger Sessions
We Shall Overcome: The Seeger Sessions è il quattordicesimo album in studio di Bruce Springsteen, pubblicato nel 2006.

## Descrizione
I brani inclusi nel disco sono canzoni tradizionali rese famose da Pete Seeger o da lui scritti. Per l'occasione Springsteen si avvalse della collaborazione di una band bluegrass appositamente formata, in sostituzione della E Street Band.
Nel 1997 Springsteen partecipò all'incisione del brano We Shall Overcome per l'album Where have all the flowers gone: The songs of Pete Seeger. Grazie a questa esperienza ebbe modo di conoscere e approfondire il repertorio musicale del cantautore country.
Alcuni anni più tardi Springsteen si avvalse dell'aiuto della violinista Soozie Tyrell, con la quale aveva già lavorato alla realizzazione dell'album The Rising, per coinvolgere vari musicisti di musica folk tradizionale. Il gruppo così formato si radunò a Colts Neck, in una proprietà di Springsteen, per registrare l'album.
Springsteen dichiarò che l'intento dell'album era quello di recuperare una parte della musica folk tradizionale statunitense, negando che ci fossero fini politici come ipotizzato dalla stampa, ipotesi dovute al fatto che Pete era famoso per il supporto al comunismo statunitense (oltre che essere un convinto pacifista ed ecologista).
Uscito il 25 aprile 2006, venne ristampato nell'ottobre dello stesso anno con aggiunti i brani How Can A Poor Man Stand Such Times And Live, Bring 'Em Home, American Land, Buffalo Gals. Vennero inoltre inseriti i brani How Can I Keep From Singing che nell'edizione originale erano presenti solo nel DVD.

## Tour in Italia legato al disco
- 12 maggio 2006 - Mediolanum Forum, Milano
- 1º ottobre 2006 - Bologna
- 2 ottobre 2006 - Palasport Olimpico, Torino
- 4 ottobre 2006 - Udine
- 5 ottobre 2006 - Arena, Verona
- 7 ottobre 2006 - Perugia
- 8 ottobre 2006 - Reggia di Caserta, Caserta (poi spostato al Palamaggiò, Caserta)
- 10 ottobre 2006 - PalaLottomatica, Roma

## Tracce
1. Old Dan Tucker – 2:31
2. Jesse James – 3:47
3. Mrs. McGrath – 4:19
4. Oh, Mary, Don't You Weep – 6:05
5. John Henry – 5:07
6. Erie Canal – 4:03
7. Jacob's Ladder – 4:28
8. My Oklahoma Home – 6:03
9. Eyes on the Prize – 5:16
10. Shenandoah – 4:52
11. Pay Me My Money Down – 4:32
12. We Shall Overcome – 4:53
13. Froggie Went A-Courtin – 4:33
14. Buffalo Gals (bonus track incluso nel DVD)
15. How Can I Keep from Singing (bonus track incluso nel DVD)

## Formazione
- Bruce Springsteen - voce, chitarra, armonica a bocca, organo, percussioni
- Sam Bardfeld - violino
- Art Baron - tuba
- Frank Bruno - chitarra
- Jeremy Chatzky - basso
- Mark Clifford - banjo
- Larry Eagle - batteria, percussioni
- Charles Giordano - organo, pianoforte
- Ed Manion - sassofono
- Mark Pender - tromba, cori
- Richie Rosenberg - trombone, cori
- Patti Scialfa - cori
- Soozie Tyrell - violino, cori

## Classifiche
| Eventuale singolo dell'album | Anno | Classifica          | Massima posizione raggiunta |
| ---------------------------- | ---- | ------------------- | --------------------------- |
| Album completo               | 2006 | The Billboard 200   | 3                           |
| Album completo               | 2006 | Top Canadian Albums | 3                           |
| Album completo               | 2006 | Top Internet Albums | 3                           |